# Doronicum clusii
Doronic de Clusius, Doronic de L'Écluse
Espèce
Le Doronic de Clusius ou Doronic de L'Écluse (Doronicum clusii) est une espèce de plante à fleurs de la famille des Asteracées.
Ce sont des plantes vivaces.